# 立込町
立込町（たてこみちょう）は、愛知県津島市にある地名。現行行政地名は立込町一丁目から立込町四丁目。

## 地理
津島市の中央部に位置し、東に古川町、西に東柳原町、南に埋田町、北に愛西市と接している。

## 歴史
- 1953年（昭和28年） - 津島市津島の一部により、同市立込町が成立[1]。
- 1980年（昭和55年） - 一部が古川町に編入される[1]。

## 世帯数と人口
2018年（平成30年）1月1日現在の世帯数と人口は以下の通りである。
| 丁目         | 世帯数  | 人口    |
| ------------ | ------- | ------- |
| 立込町一丁目 | 119世帯 | 283人   |
| 立込町二丁目 | 129世帯 | 304人   |
| 立込町三丁目 | 148世帯 | 399人   |
| 立込町四丁目 | 143世帯 | 377人   |
| 計           | 539世帯 | 1,363人 |

### 人口の変遷
国勢調査による人口および世帯数の推移。
| 1995年（平成7年）  | 368世帯 1081人 |  |
| 2000年（平成12年） | 425世帯 1209人 |  |
| 2005年（平成17年） | 460世帯 1312人 |  |
| 2010年（平成22年） | 502世帯 1420人 |  |
| 2015年（平成27年） | 507世帯 1365人 |  |

## 学区
市立小・中学校に通う場合、学区は以下の通りとなる。また、公立高等学校に通う場合の学区は以下の通りとなる。
| 丁目         | 番・番地等 | 小学校           | 中学校             | 高等学校 |
| ------------ | ---------- | ---------------- | ------------------ | -------- |
| 立込町一丁目 | 全域       | 津島市立東小学校 | 津島市立藤浪中学校 | 尾張学区 |
| 立込町二丁目 | 全域       | 津島市立東小学校 | 津島市立藤浪中学校 | 尾張学区 |
| 立込町三丁目 | 全域       | 津島市立東小学校 | 津島市立藤浪中学校 | 尾張学区 |
| 立込町四丁目 | 全域       | 津島市立東小学校 | 津島市立藤浪中学校 | 尾張学区 |

## 施設
- 津島市役所
- 津島商工会議所
- 津島市立東小学校

## その他

### 日本郵便
- 郵便番号 : 496-0044[WEB 3]（集配局：津島郵便局[WEB 12]）。

### WEB
1. ↑  “愛知県津島市の町丁・字一覧”.   人口統計ラボ. 2019年6月24日閲覧。
2. 1 2  “津島の統計（平成30年4月1日） - No.2 人口”.   津島市 (2018年5月30日). 2019年6月24日閲覧。
3. 1 2  “郵便番号”.  日本郵便. 2019年6月24日閲覧。
4. ↑  “市外局番の一覧”.   総務省. 2019年6月24日閲覧。
5. ↑  総務省統計局 (2014年3月28日). “平成7年国勢調査の調査結果(e-Stat) - 男女別人口及び世帯数 －町丁・字等” (CSV). 2021年7月20日閲覧。
6. ↑  総務省統計局 (2014年5月30日). “平成12年国勢調査の調査結果(e-Stat) - 男女別人口及び世帯数 －町丁・字等” (CSV). 2021年7月20日閲覧。
7. ↑  総務省統計局 (2014年6月27日). “平成17年国勢調査の調査結果(e-Stat) - 男女別人口及び世帯数 －町丁・字等” (CSV). 2021年7月21日閲覧。
8. ↑  総務省統計局 (2012年1月20日). “平成22年国勢調査の調査結果(e-Stat) - 男女別人口及び世帯数 －町丁・字等” (CSV). 2021年7月21日閲覧。
9. ↑  総務省統計局 (2017年1月27日). “平成27年国勢調査の調査結果(e-Stat) - 男女別人口及び世帯数 －町丁・字等” (CSV). 2021年7月21日閲覧。
10. ↑  “学校区について”.   津島市 (2015年1月30日). 2019年6月24日閲覧。
11. ↑  “平成29年度以降の愛知県公立高等学校（全日制課程）入学者選抜における通学区域並びに群及びグループ分け案について”.   愛知県教育委員会 (2015年2月16日). 2019年1月14日閲覧。
12. ↑  “郵便番号簿 2018年度版” (PDF).   日本郵便. 2019年6月10日閲覧。

### 書籍
1. 1 2  「角川日本地名大辞典」編纂委員会 1989, p. 804.